# Szurdyn
Szurdyn (ukr. Шурдин) – przełęcz w paśmie Rakowa w Beskidach Pokucko-Bukowińskich. Położona w obwodzie czerniowieckim na granicy rejonów wyżnickiego i putylskiego.
Wysokość przełęczy to 1173,5 m. Przez Szurdyn prowadzi droga samochodowa Berehomet – Seletyn (droga została wybudowana jeszcze za czasów Austro-Węgier). Z północnej strony przełęczy droga prowadzi zboczami pasma Nimczycz (odgałęzienie pasma Rakowa), gdzie ma liczne, miejscami ostre, zakręty.
Okoliczne góry są pokryte lasami świerkowymi z domieszką jodły, buku, jaworu i brzozy. Na południowo-zachodnich zboczach przełęczy, które należą do dorzecza rzeki Putyły, znaczne obszary porastają łąki.
Najbliższe miejscowości: wsie Dolisznyj Szepit, Ruśka, Foszki.